# Luz intermitente

Intermitente delante y lateral de un automóvil.

Se denomina intermitente, luz de giro, luz intermitente o indicador de dirección en un vehículo al complejo de dispositivos luminosos que sirven para indicar a otros vehículos en circulación que se tiene la intención de cambiar la dirección, de incorporarse o de salir del flujo de circulación, cambiar el sentido o efectuar un cambio de dirección, entre otros.
El encendido simultáneo de todos los indicadores de dirección indica una emergencia.

## Código de circulación

Señal indicadora de que los indicadores de dirección están activos.

De acuerdo con el código de circulación, cualquier cambio de dirección debe ser previamente señalado con las flechas. Debe de hacerse cuando el vehículo aún no ha realizado cambio de dirección alguno y se encuentra en el carril inicial, para dejar clara su intención de cambio de dirección o la presencia de un obstáculo.

## Descripción
Los indicadores de dirección suelen ser luces intermitentes de color anaranjado o rojo (especialmente en los Estados Unidos). 

### Cantidad
La cantidad de indicadores varía según el vehículo. La cantidad mínima son cuatro indicadores, como es el caso de las motocicletas, hasta un número máximo de ocho en el caso de los autobuses. Los automóviles suelen tener seis, dos delante, dos detrás (como en las motocicletas) y adicionalmente dos más en los laterales, en la parte delantera.

### Intermitencia
El efecto intermitente se debe a un relé mecánico o electrónico, y en el caso de un relé mecánico a la potencia de las luces. De hecho la potencia de absorción de las luces influye en la velocidad de intermitencia, la cual aumenta si se incrementa la potencia. Debido a ello puede ocurrir que si se sustituyen las lámparas, la intermitencia sea diferente. Para solucionar este problema, se puede incluir una resistencia en paralelo a la luz nueva que absorba la diferencia de potencia entre las luces antiguas y las nuevas, o usar un relé electrónico que siempre mantenga la misma frecuencia.
La potencia (en vatios) se calcula:

(1){\displaystyle P=V\cdot I\,}

donde I es el valor de la corriente (en amperios) y V es el valor del voltaje (en voltios).
Dado que 

(2){\displaystyle V=R\cdot I\,}

resulta  

(3){\displaystyle R={V \over I}={P \over I^{2}}}

gracias a la cual puede calcularse la resistencia necesaria conociendo el voltaje del vehículo y la potencia de la lámpara.

## Historia
Los primeros indicadores surgieron en los años 1920 y eran flechas de una longitud de 20 cm situadas en los laterales de los vehículos. Con los años pasaron a ser luminosas y con un contorno metálico con una bombilla anaranjada en su interior. Para activar la flecha se utilizaba un interruptor que se servía de un electroimán.

## Alternativas

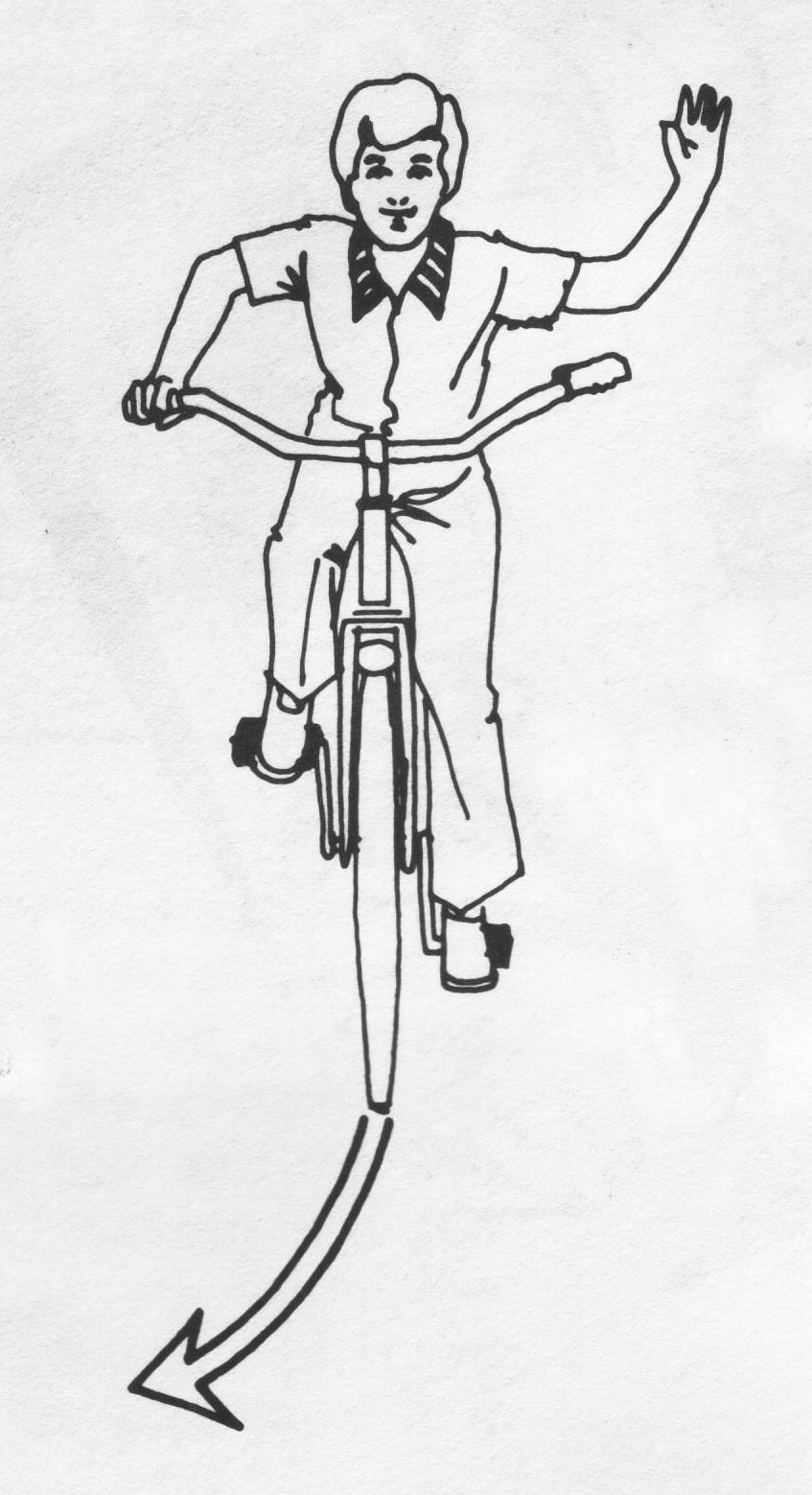
Señal para girar a la derecha.

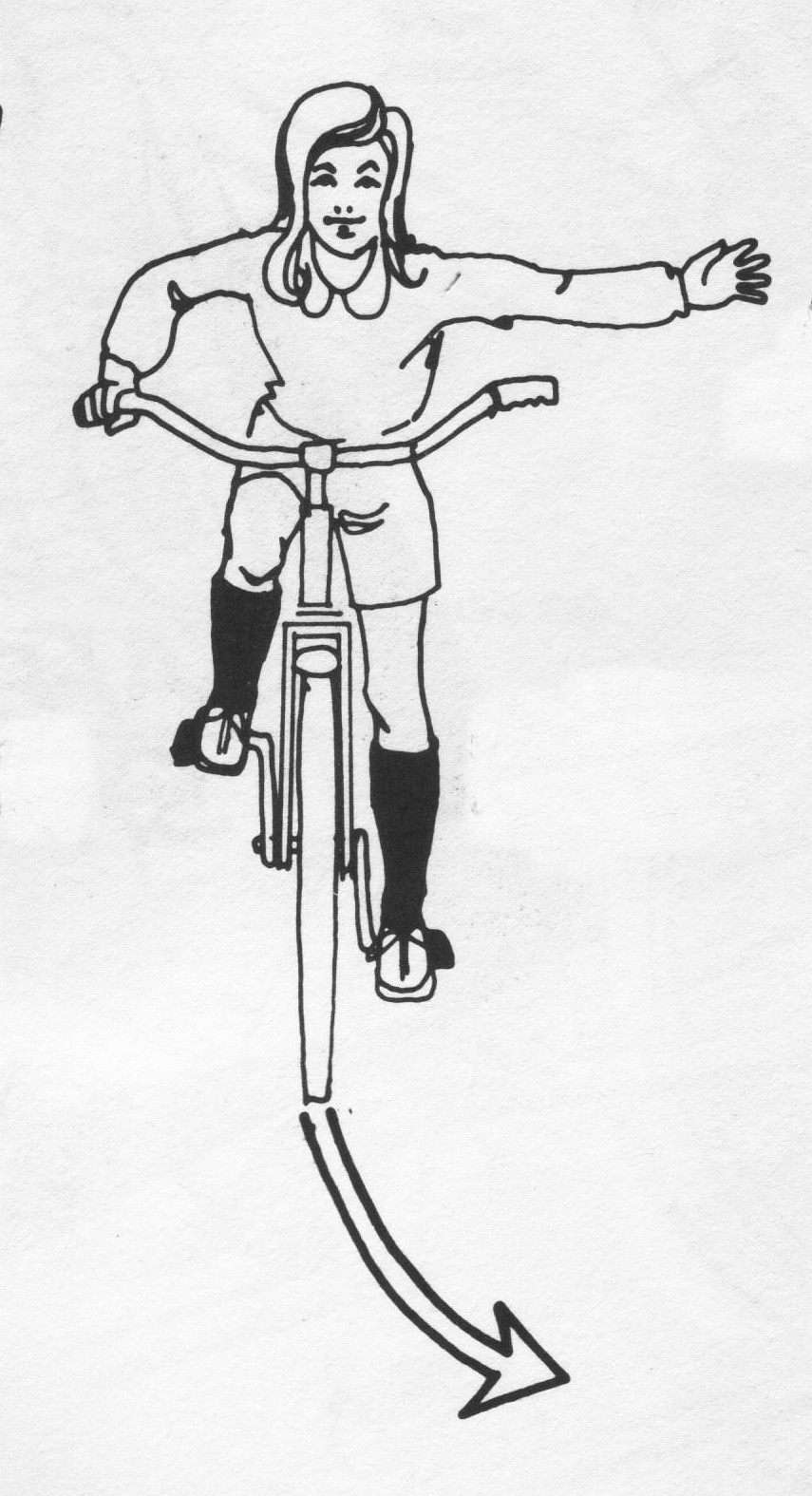
Señal para girar a la izquierda.

En caso de un mal funcionamiento de los indicadores o en ausencia de ellos (como es el caso de las bicicletas), se puede indicar un cambio de dirección con ayuda de los brazos. Para indicar un giro, se ha de extender el brazo de forma perpendicular al torso en la dirección deseada. En ocasiones, dado que, por ejemplo, si se extiende el brazo a la derecha en un camión en Europa continental (donde se circula por la derecha), no sería visible, puede hacerse uso del brazo izquierdo que formará un ángulo de 90 grados y apuntará hacia arriba. De esta forma puede utilizarse un brazo para ambas direcciones. Por otro lado, en los Estados Unidos el brazo irá hacia abajo con la mano paralela al suelo en caso de ciclomotores o bicicletas.